# (174466) Zucker
(174466) Zucker est un astéroïde de la ceinture principale.

## Description
(174466) Zucker est un astéroïde de la ceinture principale. Il fut découvert le 31 décembre 2002 à l'observatoire d'Apache Point par le programme Sloan Digital Sky Survey. Il présente une orbite caractérisée par un demi-grand axe de 3,07 UA, une excentricité de 0,24 et une inclinaison de 15,4° par rapport à l'écliptique.

## Compléments